# Malab Fajsal al-Husajni
Malab Fajsal al-Husajni to piłkarski stadion w mieście Ar-Ram na Zachodnim Brzegu Jordanu. Na tym stadionie swoje mecze rozgrywa reprezentacja Palestyny w piłce nożnej. Stadion może pomieścić 12 500 widzów. Został otwarty w 2008 roku. Posiada sztuczną murawę. Nazwa pochodzi od palestyńskiego polityka Fajsala al-Husajniego, który zmarł w 2001 roku.